# James Cecil (5e comte de Salisbury)
James Cecil, 5e comte de Salisbury (8 juin 1691 - 9 octobre 1728), connu sous le nom vicomte Cranborne de 1691 à 1694, est un noble et homme politique britannique.

## Biographie
Il est le fils de James Cecil (4e comte de Salisbury), et Frances Bennett, et succède à son père au comté en 1694. De 1712 à 1714, il occupe le poste de Lord Lieutenant du Hertfordshire.
Il épouse le 12 février 1709 Anne Tufton, fille de Thomas Tufton (6e comte de Thanet). Ils ont quatre enfants:
- James Cecil (6e comte de Salisbury) (1713-1780)
- Catherine Cecil (1722–1752) épouse John Perceval (2e comte d'Egmont)
- Anne Cecil (c. 1728-1752)
- Margaret Cecil (décédée en 1752) meurt célibataire de la variole.

Lord Salisbury est décédé en octobre 1728, à l'âge de 37 ans, et son fils, James, lui succède.
Lady Salisbury est décédée en 1756. L'école de la comtesse Anne à Hatfield, fondée en 1735, porte son nom.